# Leszek Aleksandrzak

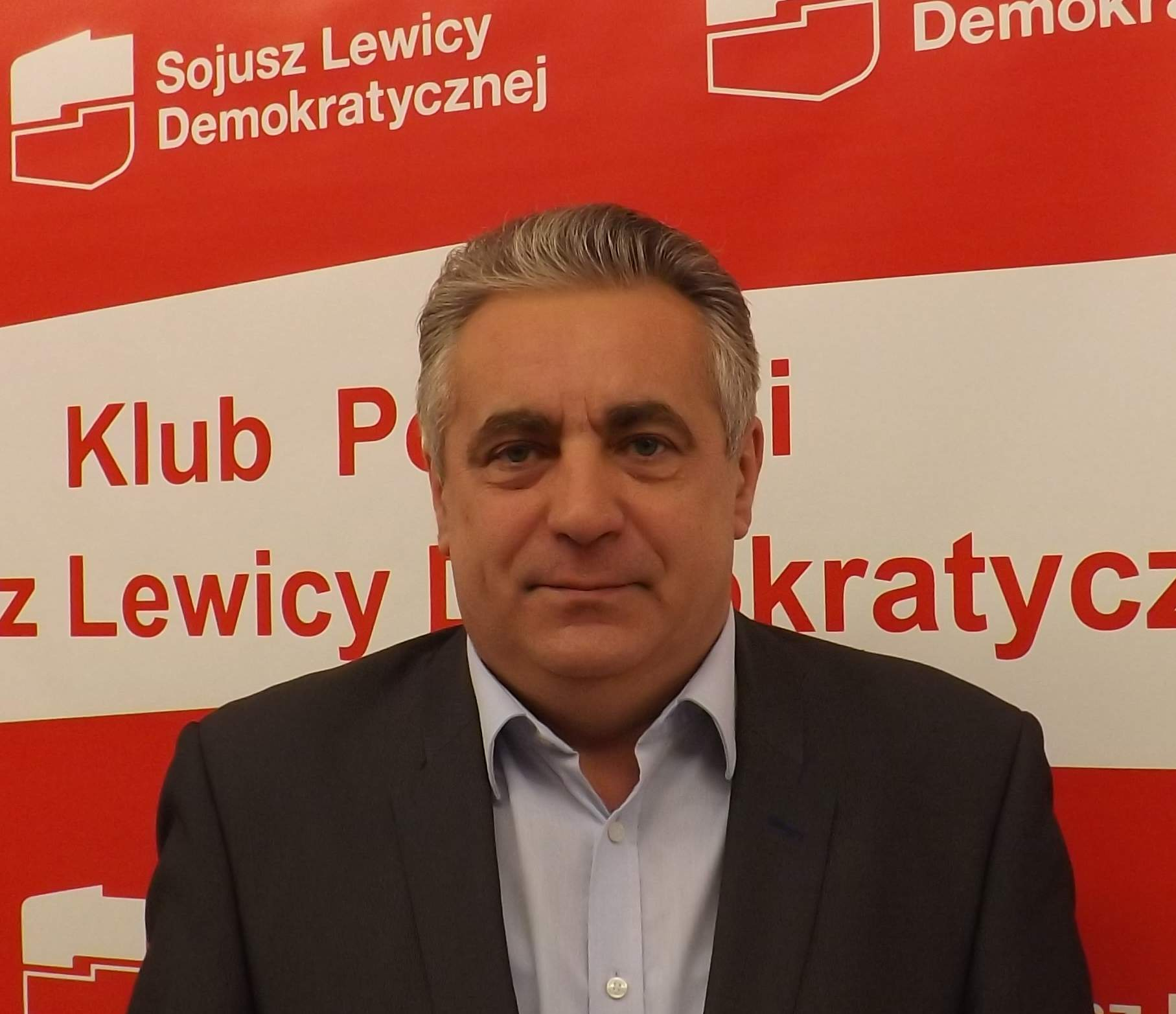
Leszek Aleksandrzak

Leszek Grzegorz Aleksandrzak (* 8. August 1958 in Opatówek) ist ein polnischer Politiker, Kommunalpolitiker und Abgeordneter des Sejm in der VI. Wahlperiode.
Er schloss das Studium der Geschichte an der Universität Łódź ab. In der zweiten Hälfte der 1970er Jahre arbeitete er als Lehrer. Von 1990 bis 1998 war er in verschiedenen Bauunternehmen angestellt.
In den Jahren 1998 bis 2007 war er Kreisrat im Powiat Kaliski und war für zwei Wahlperioden Starost. Bei den Parlamentswahlen 2007 errang er mit 16.508 Stimmen über die Liste der Lewica i Demokraci (Linke und Demokraten -LiD) ein Abgeordnetenmandat im Sejm für den Wahlkreis Kalisz. Er ist Mitglied der Sejm Kommission für EU Angelegenheiten.
Am 22. April 2008 trat er der Fraktion Lewica bei.
Er ist Mitglied des Sojusz Lewicy Demokratycznej (Bund der Demokratischen Linken - SLD) und ist Vorsitzender der Parteistrukturen in der Woiwodschaft Großpolen.